# Villa Kunig

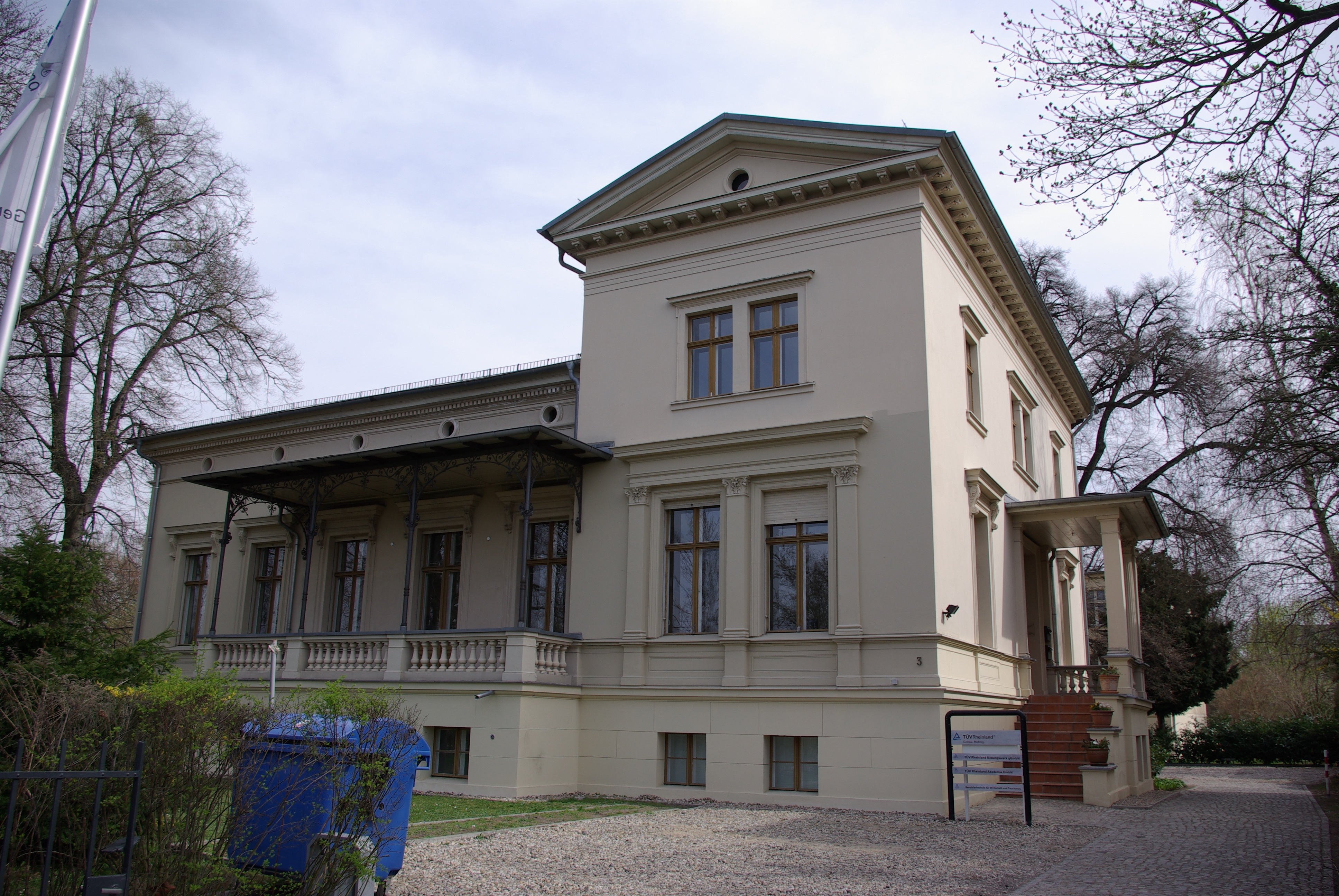
Villa Kunig, Puschkinallee 3

Die Villa Kunig ist ein denkmalgeschütztes Gebäude in Potsdam. Die Villa steht in der Nauener Vorstadt, Puschkinallee 3.

## Geschichte
Die Villa in der damaligen Capellenbergstraße 9 (später 3) entwarf und baute 1871/1872 Hofmaurermeister Friedrich August Hasenheyer (1823–1891) für den Kaufmann C. Kunig. Außerdem errichtete Hasenheyer 1873 ein Stallgebäude und friedete 1874 das Grundstück mit einem Eisengitterzaun ein. Kunig bewohnte das Haus selbst. Im Potsdamer Adressbuch für 1878 ist die Gutsbesitzerwitwe Margarete Thusnelda von Puttkamer, geborene von der Osten (1838–1897) als Eigentümerin eingetragen. Sie ließ 1888 von „Gebr. Bolle Maurermeister“ die straßenseitige Veranda mit einer Eisenkonstruktion überdachen.
Nach dem Tod der Gutsbesitzerwitwe ging das Haus an Marie Medding, geborene Dehnicke (1844–1924), Witwe des Berliner Unternehmers und Besitzer des „Concerthauses“ in der Leipziger Straße, Franz Medding (1835–1894). Sie ließ 1905 durch Maurermeister Wilhelm Berend (1851–1931) im rechten Winkel an die Rückseite des Hauses einen Wirtschaftstrakt mit Küche anbauen, der für das Personal über eine Außentreppe erreichbar war. In den Potsdamer Adressbüchern für 1927 und 1938/1939 ist der in Magdeburg, später Berlin-Charlottenburg wohnhafte Sohn gleichen Namens, Regierungsrat a. D. Franz Medding (1869–1945) als Eigentümer vermerkt, der an mehrere Personen Wohnraum vermietete. Die Villa wird heute gewerblich genutzt (Stand 2017).

## Architektur
Das siebenachsige Haus gliedert sich in einen traufständigen, eingeschossigen Baukörper mit vorgelagerter Veranda und einen giebelständigen, zweigeschossigen Baukörper mit flachem Dreiecksgiebel. Den Giebel bekrönten ursprünglich Akroterien. Über den hochrechteckigen Fenstern sind horizontale Verdachungen angebracht, die im Erdgeschoss auf Konsolen ruhen. Die zwei zusammengefassten Erdgeschoss-Fenster des zweigeschossigen Trakts werden durch Pilaster repräsentativ hervorgehoben. Der Eingangsbereich mit vorgelagerter, überdachter Freitreppe liegt auf der Südseite.